# Dopatrium nudicaule
Dopatrium nudicaule là một loài thực vật có hoa trong họ Mã đề. Loài này được (Willd.) Benth. mô tả khoa học đầu tiên năm 1835.